# Oreochromis karomo
Espèce
Statut de conservation UICN

 CR  : 
En danger critique
Synonymes
- Tilapia karomo Poll, 1948
- Sarotherodon karomo (Poll, 1948)
- Sarotherodon karoma (Poll, 1948)[1]

Oreochromis karomo est une espèce de poissons de la famille des Cichlidae et de l'ordre des Cichliformes. Cette espèce est endémique de l'Afrique. Il fait partie des nombreuses espèces regroupées sous le nom de Tilapia.

## Répartition géographique
Cette espèce est endémique de l'Afrique. Cette espèce ce rencontre uniquement dans la rivière et le bassin de la Malagarasi.

## Statut
Cette espèce possède simplement une aire de répartition de 100 km².